# Pierre Emile Højbjerg
Pierre Emile Kordt Højbjerg (* 5. August 1995 in Kopenhagen) ist ein dänischer Fußballspieler, der beim französischen Erstligisten Olympique Marseille unter Vertrag steht.

## Karriere

### Vereine

#### Kindheit und Jugend in Dänemark
Geboren in Kopenhagen, trat Pierre Emile Højberg als Kind dem BK Skjold aus dem Stadtteil Østerbro, wo er auch aufwuchs, bei, bei dem auch Kenneth Zohoré und Yussuf Poulsen das Fußballspielen begannen. Dort spielte er vier Jahre und wechselte dann in das Nachwuchsleistungszentrum des FC Kopenhagen, eines der größten dänischer Vereine, das allerdings erst seit 1992 besteht, nachdem die ersten Mannschaften von Kjøbenhavns Boldklub und B 1903 Kopenhagen zusammengelegt wurden. Hier spielte Højbjerg zwei Jahre lang, wo laut eigener Aussage der Spaß weg war, da er sich nicht wohlgefühlt hatte, weil er im Mittelfeld spielen wollte, der Verein ihn allerdings als Stürmer sah. Ein Jugendtrainer von Brøndby IF, beheimatet in der gleichnamigen Kommune im Kopenhagener Umland und der Erzrivale des FCK, hatte indes seit längerem sein Interesse an Pierre Emile bekundet, jedoch entschied dieser sich zunächst für einen Verbleib beim FC Kopenhagen, ehe er sich später dann doch für einen Wechsel zu Brøndby IF entschied. Beim FCK war Pierre Emile Højbjerg unglücklich gewesen, der Wechsel ins Kopenhagener Umland war für ihn allerdings der Wendepunkt, da er nun auch in seiner Altersklasse zum besten dänischen Spieler des Jahres gekürt wurde. Björn Andersson, der während seiner aktiven Karriere für den FC Bayern München aktiv und später als Scout für die Münchner tätig war, empfahl den Dänen später Michael Tarnat, der seinerzeit sportlicher Leiter der Nachwuchsabteilung des FC Bayern war, und der während eines Spiels von Brøndby IF gegen den FC Kopenhagen, welches der Kopenhagener Vorortverein mit 5:2 gewann, ein Zeuge eines Hattricks von Pierre Emile Højbjerg war. Dieser wurde im Dezember 2011 beim FCB vorstellig und entschied sich kurze Zeit später für einen Wechsel in die bayerische Landeshauptstadt.

#### FC Bayern München

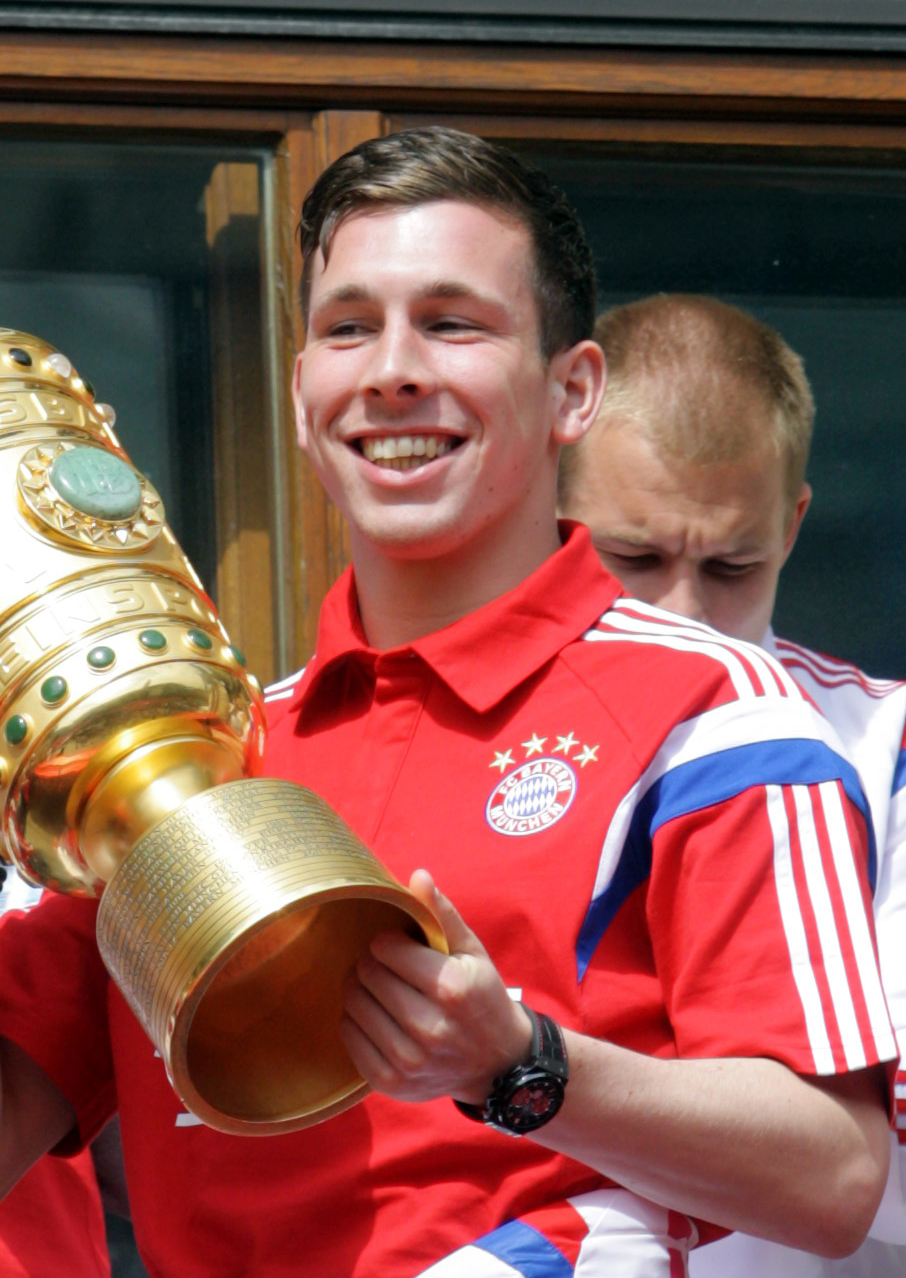
Højbjerg mit dem DFB-Pokal (2014)

Mit dem Beginn der Saison 2012/13 wechselte Højbjerg in das Nachwuchsleistungszentrum des FC Bayern München. Obwohl er eigentlich für den U19-Nachwuchs des Vereins vorgesehen war, bestritt er dort am 12. August 2012 (1. Spieltag) lediglich ein einziges Spiel. Drei Tage später debütierte er in der von Mehmet Scholl trainierten zweiten Mannschaft. Am 13. April 2013 (29. Spieltag) kam Pierre Emile Højbjerg gegen den 1. FC Nürnberg als Einwechselspieler zu seinem ersten Bundesligaeinsatz. Der FC Bayern München spielte seinerzeit die beste Saison seiner Vereinsgeschichte und gewann zum ersten Mal das Triple, wobei Højbjerg weder im Champions-League-Finale (2:1 gegen den Ligakonkurrenten Borussia Dortmund) noch im Endspiel um den DFB-Pokal (3:2 gegen den VfB Stuttgart) zum Kader gehörte. Spielpraxis sammelte er hauptsächlich in der zweiten Mannschaft in der viertklassigen Regionalliga Bayern.
Im September 2013 unterschrieb Højbjerg beim FC Bayern München einen Profivertrag mit einer Laufzeit bis zum 30. Juni 2016. Auch wegen seiner Verletzungen konnte er sich keinen Stammplatz erkämpfen und kam bis zur Winterpause der Saison 2014/15 zu lediglich 17 Bundesligaeinsätzen.

#### FC Augsburg und FC Schalke 04
Am 8. Januar 2015 verlängerte Højbjerg seine Vertragslaufzeit beim FC Bayern bis zum 30. Juni 2018 und wurde bis zum Ende der Saison 2014/15 an den Ligakonkurrenten FC Augsburg ausgeliehen. Bei den bayerischen Schwaben war er gesetzt und schoss zudem am 11. April 2015 bei der 1:2-Auswärtsniederlage gegen den Aufsteiger SC Paderborn 07 sein erstes Bundesligator. Zum Ende der Saison qualifizierte sich der FC Augsburg durch einen 3:1-Erfolg am letzten Spieltag im Auswärtsspiel gegen Borussia Mönchengladbach erstmals für die UEFA Europa League, wobei Højbjerg in jener Partie in der 72. Minute den Treffer zum 1:1-Ausgleich erzielte.
Zur Saison 2015/16 kehrte er zunächst zum FC Bayern München zurück. Ende August 2015 wurde Pierre Emile Højbjerg für den Rest der Saison über ein Leihgeschäft an den FC Schalke 04 abgegeben. Auch im Ruhrgebiet war der gebürtige Kopenhagener Stammspieler und wurde dabei genau wie in Augsburg als zentraler oder offensiver Mittelfeldspieler eingesetzt. Die Schalker schieden im DFB-Pokal in der zweiten Runde gegen Borussia Mönchengladbach aus, in der UEFA Europa League bedeutete Schachtar Donezk in der Zwischenrunde Endstation. In der Liga belegte der FC Schalke 04 mit Højbjerg den fünften Platz.

#### FC Southampton

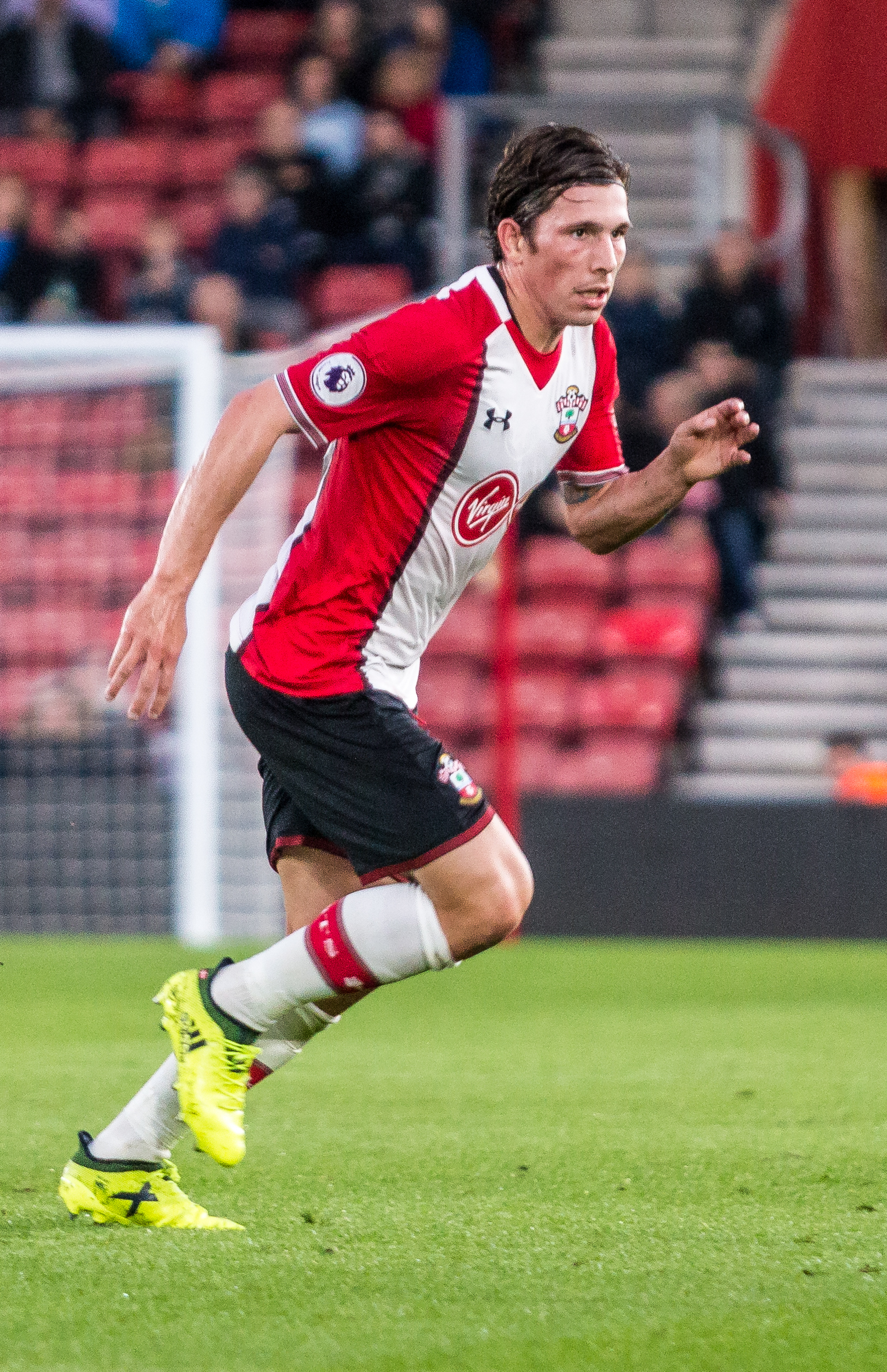
Højbjerg im Trikot des FC Southampton (2017)

Im Juli 2016 wechselte er in die Premier League zum FC Southampton. Pierre Emile Højbjerg unterschrieb dort einen Fünfjahresvertrag. Bei den Saints pendelte er in seiner ersten Saison unter dem französischen Übungsleiter Claude Puel zwischen Ersatzbank und Startelf, daher standen zum Saisonende lediglich 22 Einsätze, wobei er dabei in 14 Partien in der Startformation stand zu Buche. In seiner Premierensaison in Southampton spielte Højbjerg mit dem Verein zudem in der UEFA Europa League, wobei der FC Southampton nach der Gruppenphase ausschied. Zu Beginn der zweiten Saison gehörte er oft nicht zum Kader und absolvierte erst am zehnten Spieltag seine erste Partie im Ligaalltag. In der Folge erkämpfte Pierre Emile Højbjerg sich seinen Stammplatz und in den folgenden Jahren wurde er unter dem österreichischen Trainer Ralph Hasenhüttl, der ab Ende 2018 der neue Manager des FC Southampton war, zum Kapitän und Schlüsselspieler.

#### Tottenham Hotspur
Im August 2020 wechselte er nach London zu Tottenham Hotspur mit Trainer José Mourinho. Er unterschrieb einen Vertrag bis 2025. Bei den Lilywhites wurde Højbjerg Stammspieler, dabei kam er in allen 38 Saisonspielen in der Premier League zum Einsatz, hauptsächlich als defensiver Mittelfeldspieler. Im Carabao Cup erreichte Tottenham Hotspur mit dem Dänen das Finale, verlor allerdings mit 0:1 gegen Manchester City.

#### Leihe und Wechsel nach Marseille
Im Juli 2024 wurde er inklusive anschließender Kaufoption an Olympique Marseille verliehen. Nach Saisonende griff eine Kaufpflicht seitens der Franzosen.

### Nationalmannschaften

#### Nachwuchs
Pierre Emile Højbjerg spielte von 2010 bis 2011 für die U16-Nationalmannschaft und lief dabei in sechs Partien auf, darunter dreimal im Turnier um den Mercedes-Benz-Aegean-Cup. Ohne vorher für die U17-Nationalmannschaft gespielt zu haben, wurde er von Trainer Thomas Frank für den Kader für die Europameisterschaft 2011 in Serbien nominiert. Dort erreichte seine Mannschaft das Halbfinale und schied gegen Deutschland aus. Højbjerg kam dabei zu drei Einsätzen und nahm in der Folgezeit in dieser Altersklasse auch an der Weltmeisterschaft 2011 in Mexiko teil. Dort schieden die Dänen nach der Gruppenphase aus, dabei kam Pierre Emile Højbjerg im Spiel gegen Australien zu seinem einzigen Turniereinsatz. Bis 2012 kam er in 18 Partien zum Einsatz und schoss fünf Tore.
Von 2012 bis 2013 spielte Højbjerg sechsmal für die U19-Nationalmannschaft (drei Tore), darunter fünfmal in der Qualifikation für die Europameisterschaft 2013. Am 11. Oktober 2013 lief er beim 2:2 im EM-Qualifikationsspiel in Aalborg gegen Slowenien erstmals für die U21-Nationalmannschaft auf. Mit der Mannschaft qualifizierte sich Pierre Emile Højbjerg für die Europameisterschaft 2015 in Tschechien und erreichte dort das Halbfinale, in dem die Dänen gegen den späteren Titelträger Schweden ausschieden. Dabei kam er zu drei Einsätzen. Insgesamt bestritt Højbjerg acht Spiele, in denen er vier Tore erzielte.

#### A-Nationalmannschaft
Bereits am 28. Mai 2014 lief Pierre Emile Højbjerg beim 1:0-Sieg im Freundschaftsspiel in Kopenhagen gegen Schweden erstmals für die A-Nationalmannschaft Dänemarks auf. In der Qualifikation für die Europameisterschaft 2016 in Frankreich kam er zu sieben Einsätzen und die Dänen belegten trotz einer guten Ausgangslage – nach einer Niederlage, einem Unentschieden sowie zwei Siegen aus den ersten vier Partien waren die Dänen vor dem Endspurt Zweiter – den dritten Platz und mussten somit in die Play-offs, wo Danish Dynamite gegen den Nachbarn aus Schweden ausschied und somit das Endturnier verpasste. Højbjerg war in diesen Partien zum Einsatz gekommen. In der folgenden Qualifikation für die Weltmeisterschaftsendrunde 2018 in Russland kam er in lediglich drei Partien zum Einsatz und so gehörte er nach der erfolgreichen Qualifikation bei der Endrunde an sich auch nicht zum dänischen Kader. In der Vorausscheidung zur europaweit ausgetragenen Europameisterschaft 2021, die eigentlich für das Jahr 2020 geplant war, allerdings wegen der Corona-Krise verschoben werden musste, kam Pierre Emile Højbjerg in acht Spielen zum Einsatz. Dabei qualifizierten sich die Dänen als Gruppenzweiter für die Endrunde. Anschließend wurde er in den dänischen Kader für das Turnier berufen. Dort erreichte er mit seiner Mannschaft das Halbfinale und wurde in das Team des Turniers gewählt.
Bei der WM 2022 wurde er in den drei Gruppenspielen der Dänen eingesetzt, nach denen diese ausschieden. In der Qualifikation für die EM 2024 wurde er in allen zehn Spiele eingesetzt und erzielte zwei Tore, darunter den 1:0-Siegtreffer beim Spiel in Finnland. Die Dänen qualifizierten sich als Gruppensieger für die Endrunde, für die er wieder nominiert wurde.

## Erfolge / Auszeichnungen
Erfolge
- FIFA-Klub-Weltmeister: 2013
- Champions-League-Sieger: 2013
- UEFA-Super-Cup-Sieger: 2013
- Deutscher Meister: 2013, 2014, 2015
- DFB-Pokal-Sieger: 2013, 2014
- Meister der Regionalliga Bayern: 2014

Auszeichnungen
- Wahl in das Team des Turniers der Europameisterschaft 2021
- Dänemarks Fußballer des Jahres: 2022

## Sonstiges
Højbjerg wurde als Sohn eines Dänen und einer Französin in Kopenhagen geboren. Neben der dänischen besitzt er auch die französische Staatsbürgerschaft.